# Майоровское сельское поселение
Майо́ровское се́льское поселе́ние — муниципальное образование в составе Котельниковского района Волгоградской области.
Административный центр — хутор Майоровский.

## История
Майоровское сельское поселение образовано 14 марта 2005 года в соответствии с Законом Волгоградской области № 1028-ОД.

## Население
| 2010 | 2012 | 2013 | 2014 | 2015 | 2016 | 2017 |
| ---- | ---- | ---- | ---- | ---- | ---- | ---- |
| 841  | ↘820 | ↘797 | ↘770 | ↘762 | ↘749 | ↗760 |
| 2018 | 2019 | 2020 | 2021 |      |      |      |
| ↘735 | ↗736 | ↘714 | ↘709 |      |      |      |

## Состав сельского поселения
| № | Населённый пункт | Тип населённого пункта        | Население |
| - | ---------------- | ----------------------------- | --------- |
| 1 | Майоровский      | хутор, административный центр | 559       |
| 2 | Похлебин         | хутор                         | 282       |